# Municipio de Schoolcraft (Minnesota)
El municipio de Schoolcraft (en inglés: Schoolcraft Township) es un municipio ubicado en el condado de Hubbard en el estado estadounidense de Minnesota. En el año 2010 tenía una población de 103 habitantes y una densidad poblacional de 1,13 personas por km².

## Geografía
El municipio de Schoolcraft se encuentra ubicado en las coordenadas 47°17′28″N 94°58′25″O / 47.29111, -94.97361. Según la Oficina del Censo de los Estados Unidos, el municipio tiene una superficie total de 91.46 km², de la cual 89,39 km² corresponden a tierra firme y (2,27 %) 2,07 km² es agua.

## Demografía
Según el censo de 2010, había 103 personas residiendo en el municipio de Schoolcraft. La densidad de población era de 1,13 hab./km². De los 103 habitantes, el municipio de Schoolcraft estaba compuesto por el 98,06 % blancos y el 1,94 % eran de una mezcla de razas. Del total de la población el 0 % eran hispanos o latinos de cualquier raza.